# Robin Hood (rose)
'Robin Hood' (ce qui signifie en anglais Robin des Bois, nom sous lequel il est d'abord commercialisé en France) est un cultivar de rosier obtenu avant 1926 par le rosiériste anglais, le  révérend Pemberton, et introduit au commerce par John Bentall en 1927 après la mort de l'obtenteur. Il est issu d'un croisement d'un semis inconnu de rose musquée avec le pollen 'Miss Edith Cavell' (polyantha, De Ruiter, 1914). Cette variété est toujours fort prisée des catalogues internationaux.

## Description
Cette variété diploïde présente un buisson très vigoureux et érigé, au feuillage sombre, pouvant atteindre 150 cm pour une largeur de 120 cm. Ses petites fleurs simples ou semi-doubles (4-8 pétales) de 3 à 4 cm environ sont rouge cerise à rouge framboise au cœur pâle et fleurissent tout au long de la saison en de multiples bouquets très grands de corymbes généreuses. Ses fleurs sont peu parfumées. 
Il supporte un froid hivernal à -15° C et tolère la mi-ombre. Il est très résistant aux maladies. Il faut supprimer les fleurs fanées pour favoriser la remontée. Il fait merveille en haie libre et mellifère ou en arbuste isolé et il est plébiscité pour sa floraison généreuse et lumineuse. 

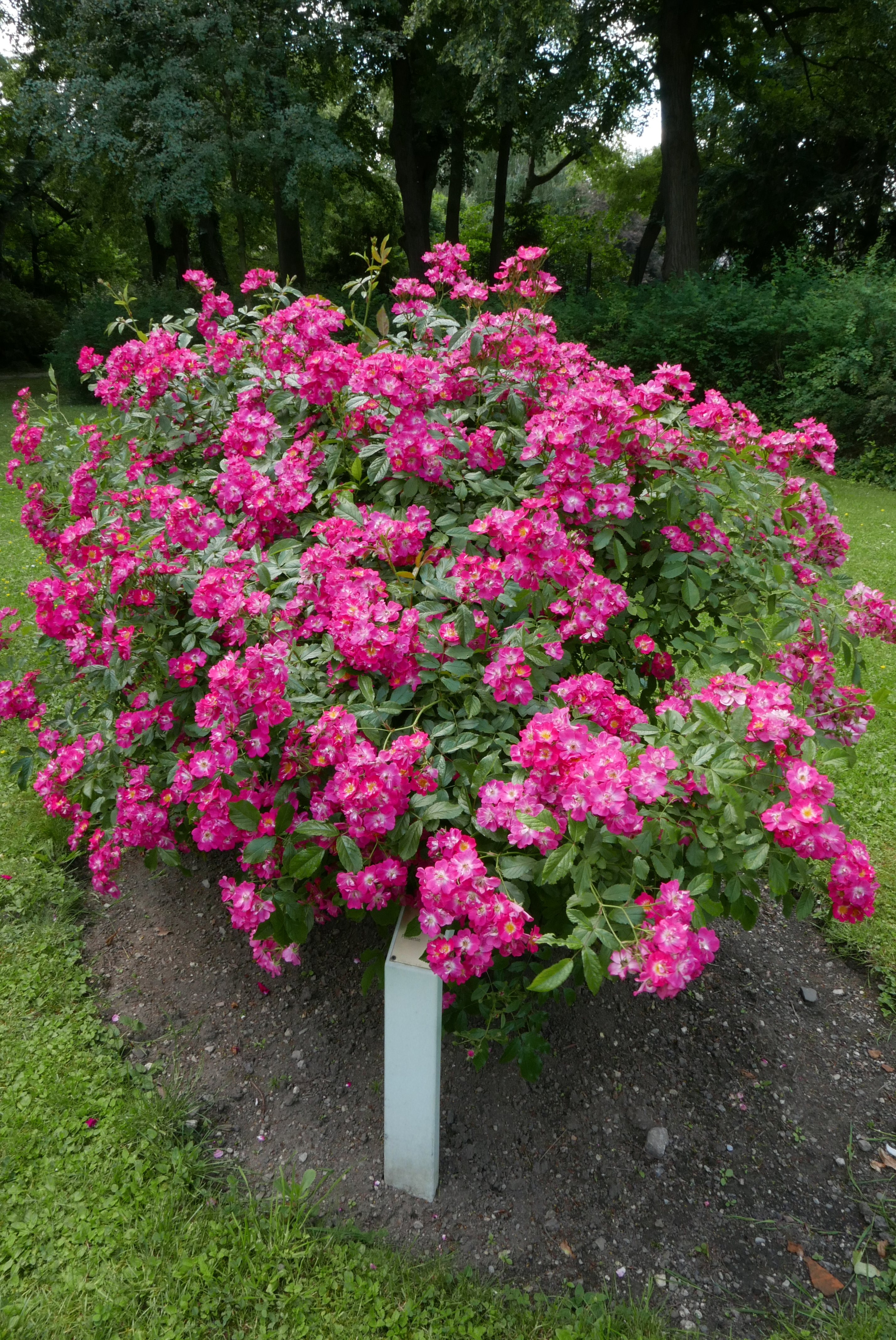
Buisson de rose 'Robin des Bois' à la roseraie de Baden.

## Récompenses
- Rosier ARS, 2001[5]

## Descendance
Le croisement entre 'Robin Hood' et 'Rote Pharisäer' (Hinner, hybride de thé, 1926) a donné naissance au fameux 'Mozart' (Lambert, 1936).